# 1175 Margo
Az 1175 Margo (ideiglenes jelöléssel 1930 UD) egy kisbolygó a Naprendszerben. Karl Wilhelm Reinmuth fedezte fel 1930. október 17-én, Heidelbergben.